# 開基三官廟
22°59′34″N 120°11′44″E / 22.992763°N 120.195602°E
開基三官廟，又名三官堂，是位於臺灣臺南市中西區的三官大帝廟。

## 歷史

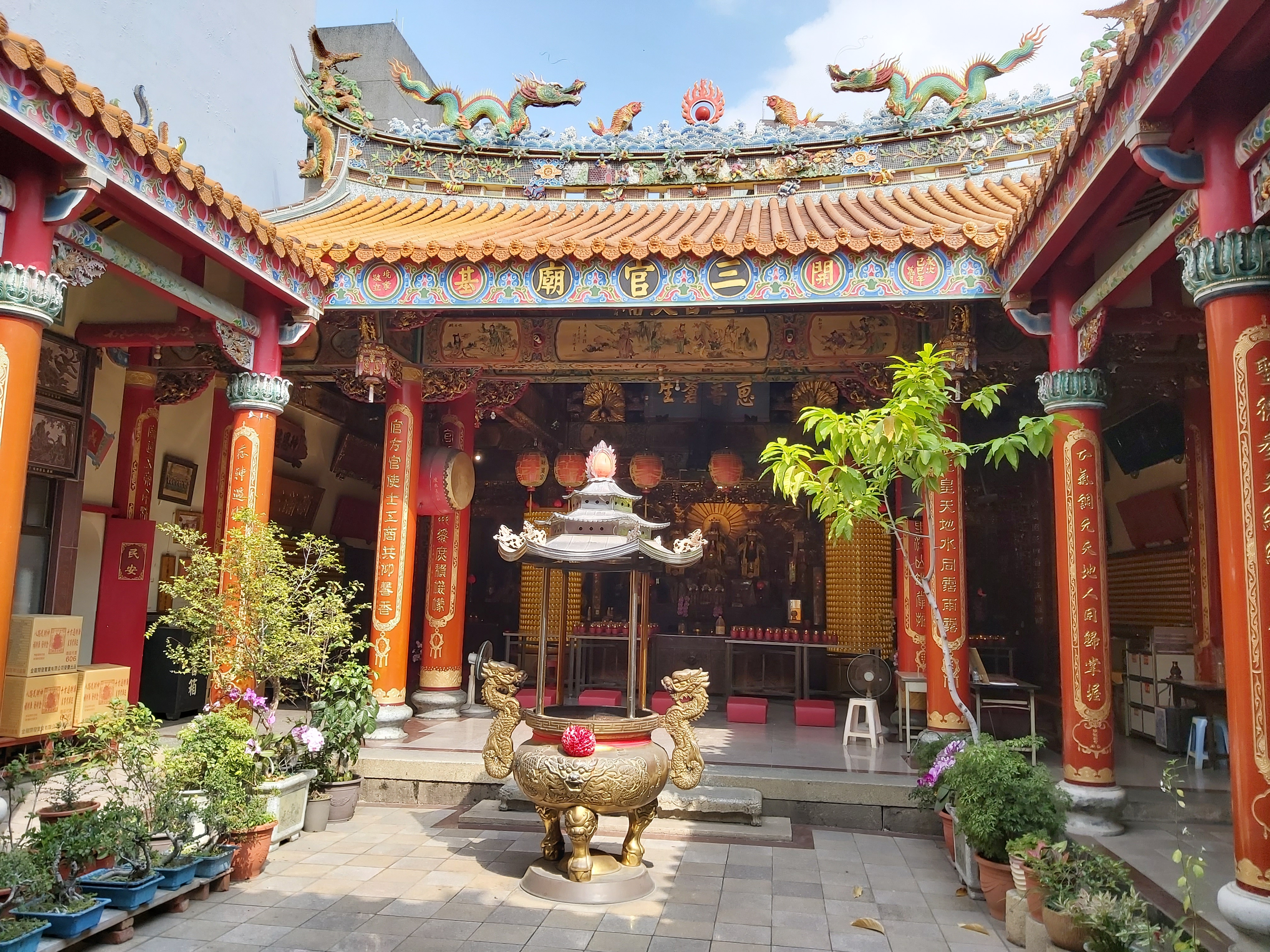
開基三官廟正殿

### 清治時期

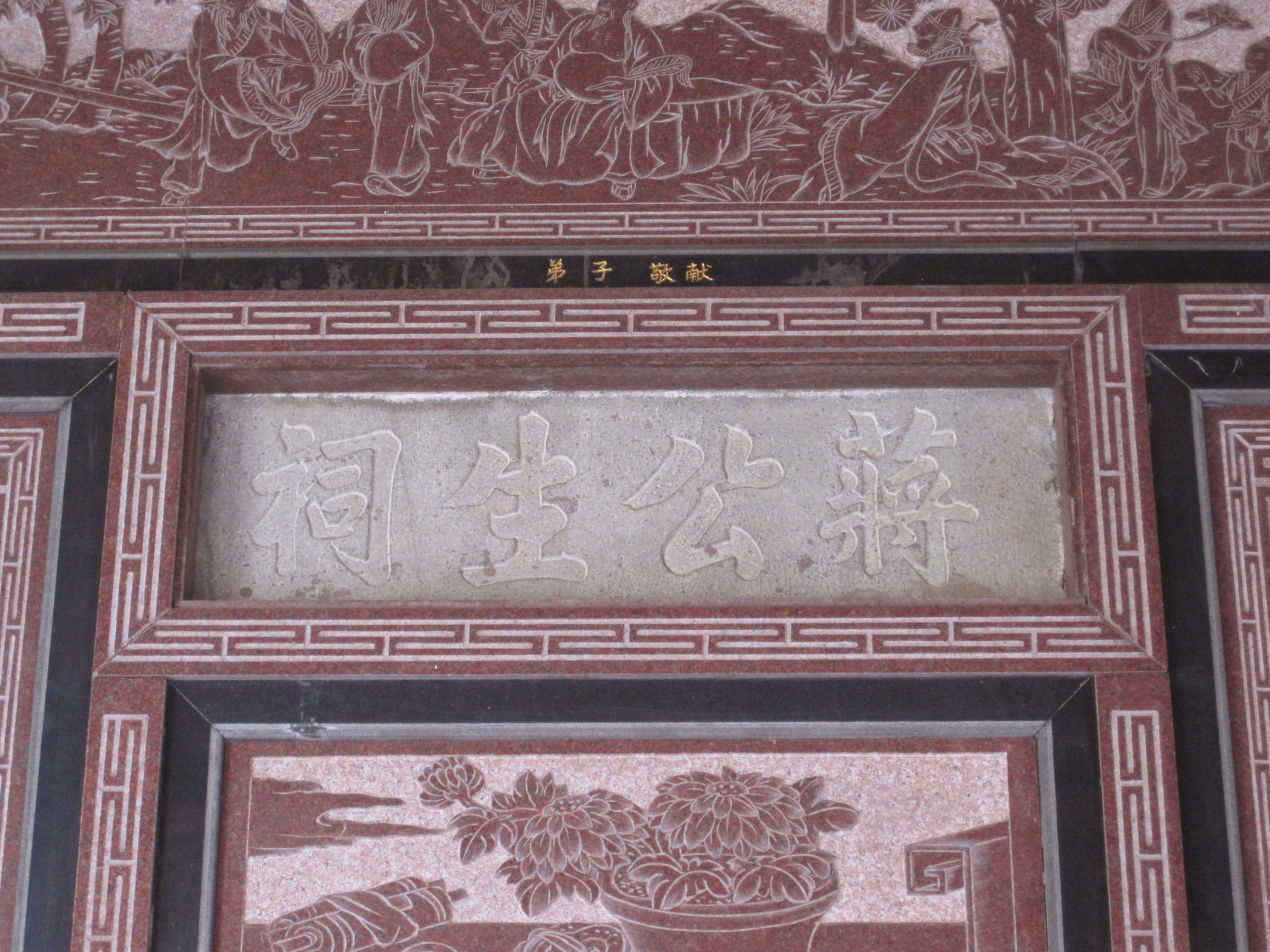
「蔣公生祠」石額，此處的蔣公指的是蔣元樞。

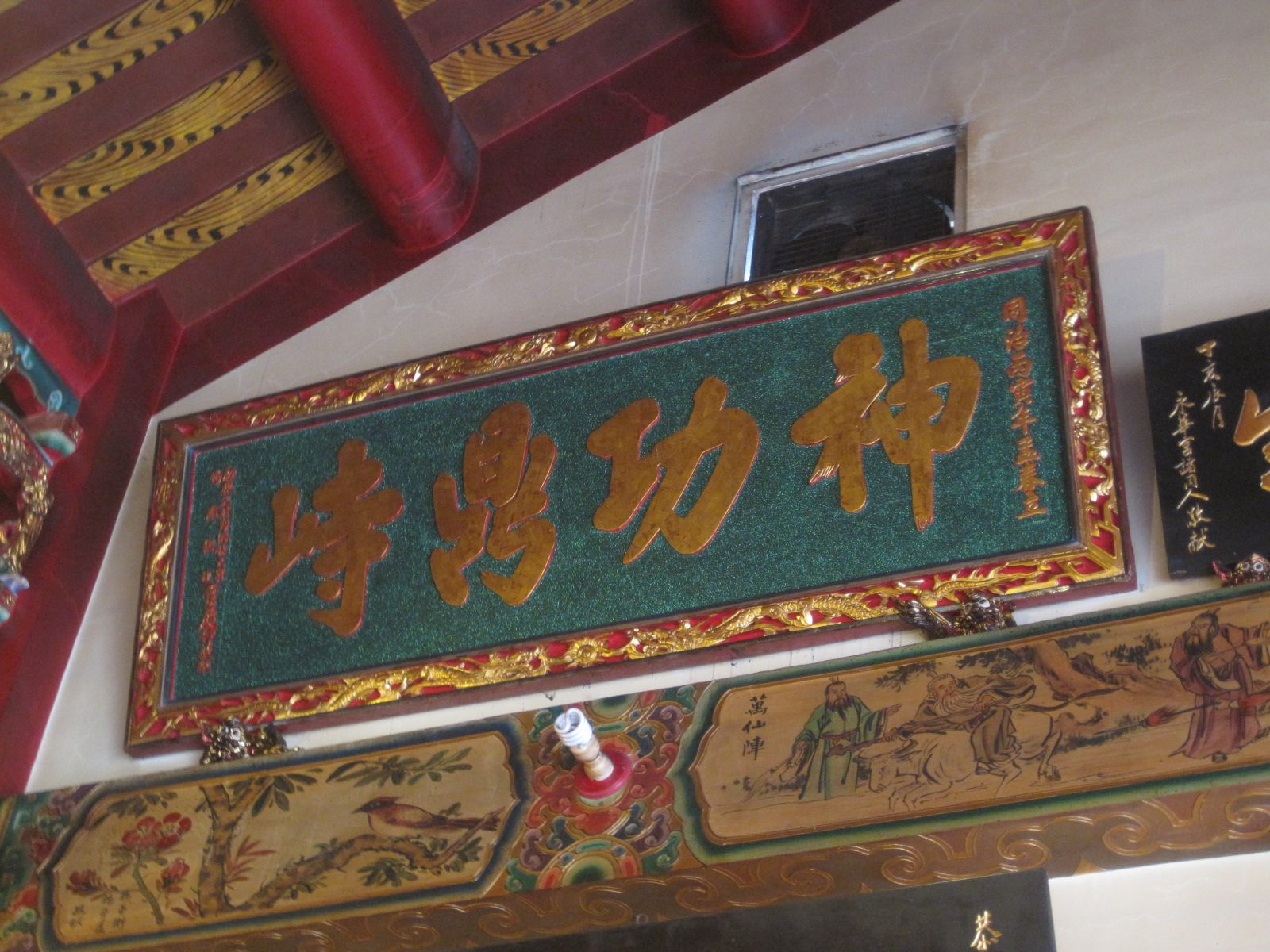
同治五年「神功鼎峙」匾

左鄰為鄭氏大宗祠。原處為蔣元樞祠，如謝金鑾《續修台灣縣志》：「邑有是堂，蓋自乾隆四十三年建，舊為知府蔣元樞祠。」嘉慶年間，因年久失修，一時荒廢，直到咸豐年間由袁明高來臺主持奉香兼行醫濟世，信徒激增，香火漸盛，遂重建廟宇。
《臺灣府志》記載此廟曾有一位藝僧作住持，寫：「釋蓮芳，號藕船，住持三官堂，好吟詩，工書畫，究醫術，所著有《浣花吟集》。」

### 日治時期
進入日治時期後，三官廟年久失修，廟貌全非。1903年，臺南天足會於此廟設立會本部，反對臺灣女性纏足。
1909年，潘麗水父親潘春源在此廟的對面開設名為「春源畫室」的裱畫店，起初裱畫、賣宗教畫、製作祖宗肖像。後來畫室搬到海安路，其後裔潘岳雄曾幫此廟作彩繪。
1915年調查，廟址為五帝廟街丙163番地；1920到1945年調查，地址為白金町一丁目13番地。
1935年左右，此廟已設有幼稚園，由黃欣等主持的共勵會所投資，石萬壽推測名稱應該當為「明照幼稚園」。戰末時，兼為國語講習所，尋被徵收為漢藥製藥所。

### 戰後時期
地址為中西區忠義路二段40號。行政區域與附近的台灣首廟天壇、臺南北極殿、鄭成功祖廟、八吉境五帝廟、臺南報恩堂、太平境教會、原臺南測候所、鶯料理、桐山營會館、原臺南公會堂等皆屬於三民里。
1948年，地方發起廟宇修建活動。1984年經第1屆委員會提請信徒大會決議，通過重建案，於1987年動工重建，至1990年竣工安座，前殿至於1996年完竣。
2015年，蔣元樞來臺兩百四十週年，江蘇省常熟市副市長陶理率隊，來臺南進行蔣元樞足跡之旅，來到此廟、台南孔廟、大天后宮、接官亭等地參訪。

## 祭祀

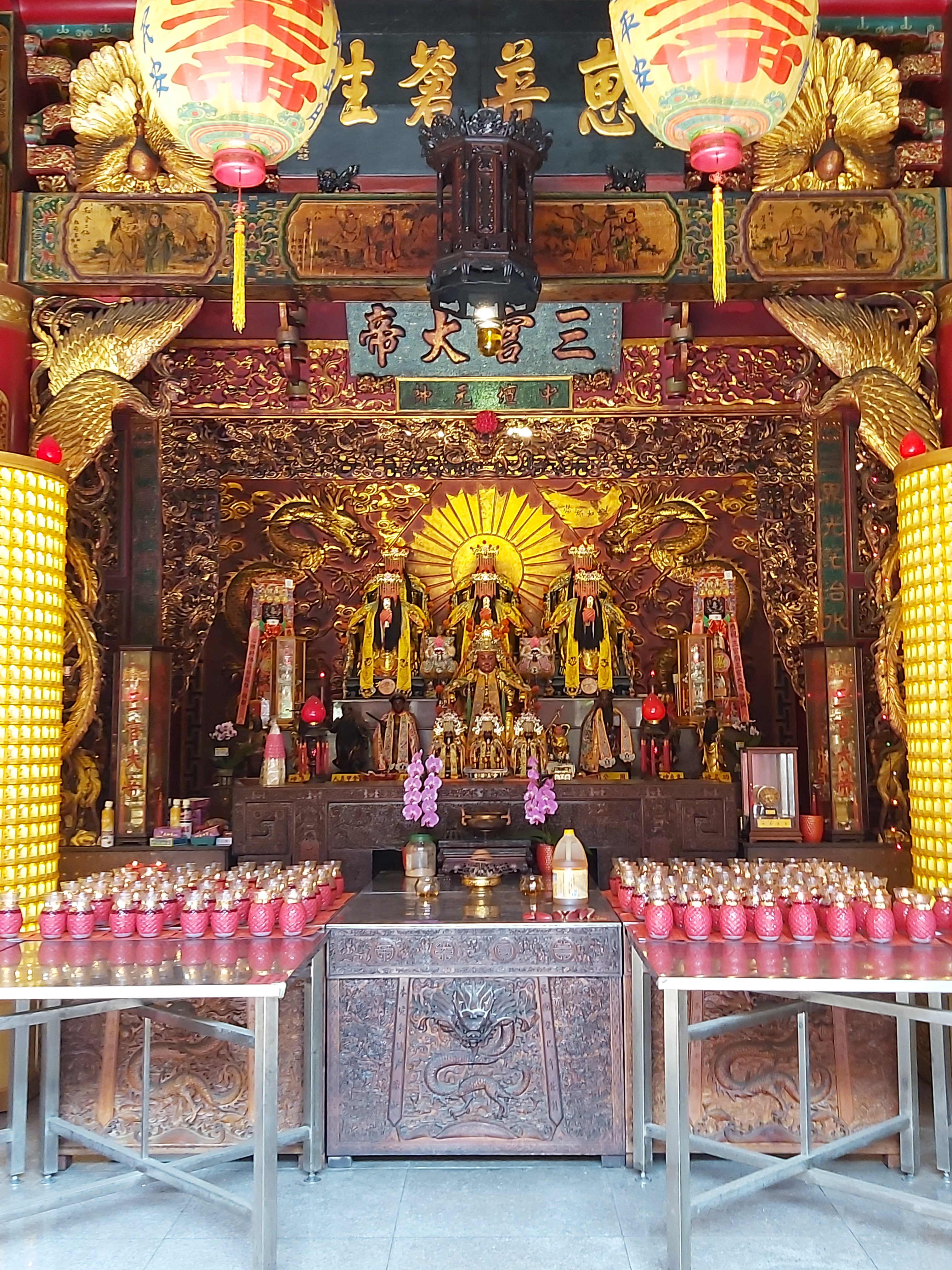
正殿三官大帝神像

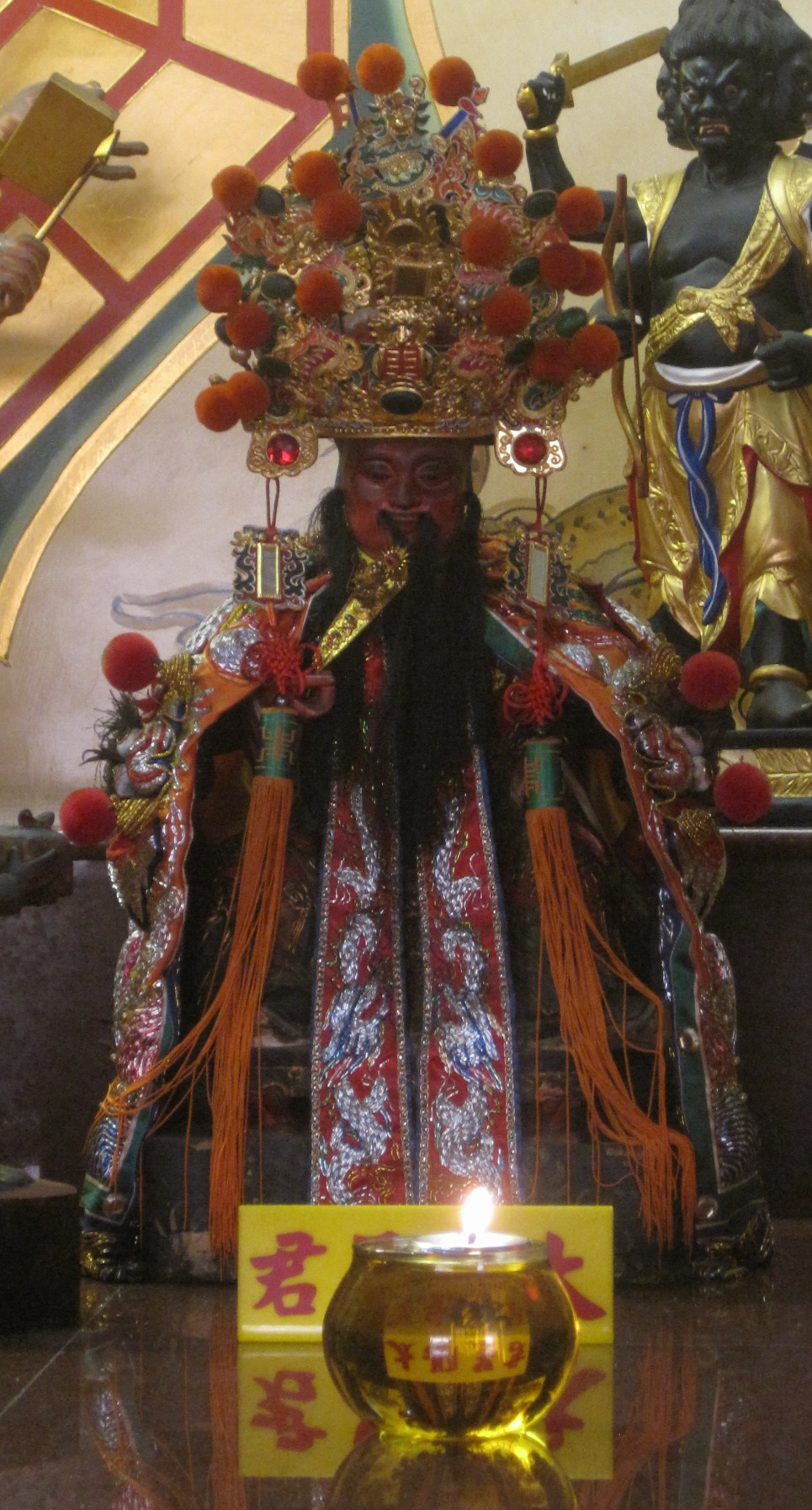
太陽星君神像

除三官大帝，廟內還有蔣元樞祿位牌及修廟者葉履仲的祿位牌，另祀中壇元帥、天醫真人、聚寶真君、日與月神。
台南府城，此廟與臺灣首廟天壇、及開基玉皇宮供奉太陽星君。農曆三月十九早上，崇禎帝殉國之日，當地人以祭拜太陽星君之名，在戶外露天擺設香案，在太陽升起之時朝東方祭拜。他們準備暗示明代國姓的九塊豬形糕點、暗指洪武到崇禎的十六位皇帝的十六塊羊形糕餅，各點朱色一枚，稱為「九豬十六羊」，並於祭拜後食用，平常不使用這類糕餅。有反清復明意涵的此祭儀已逐漸式微，成功大學兼任副教授何培夫在2015年表示三官廟雖供奉太陽星君，但廟方當時已不明白其文化內涵。

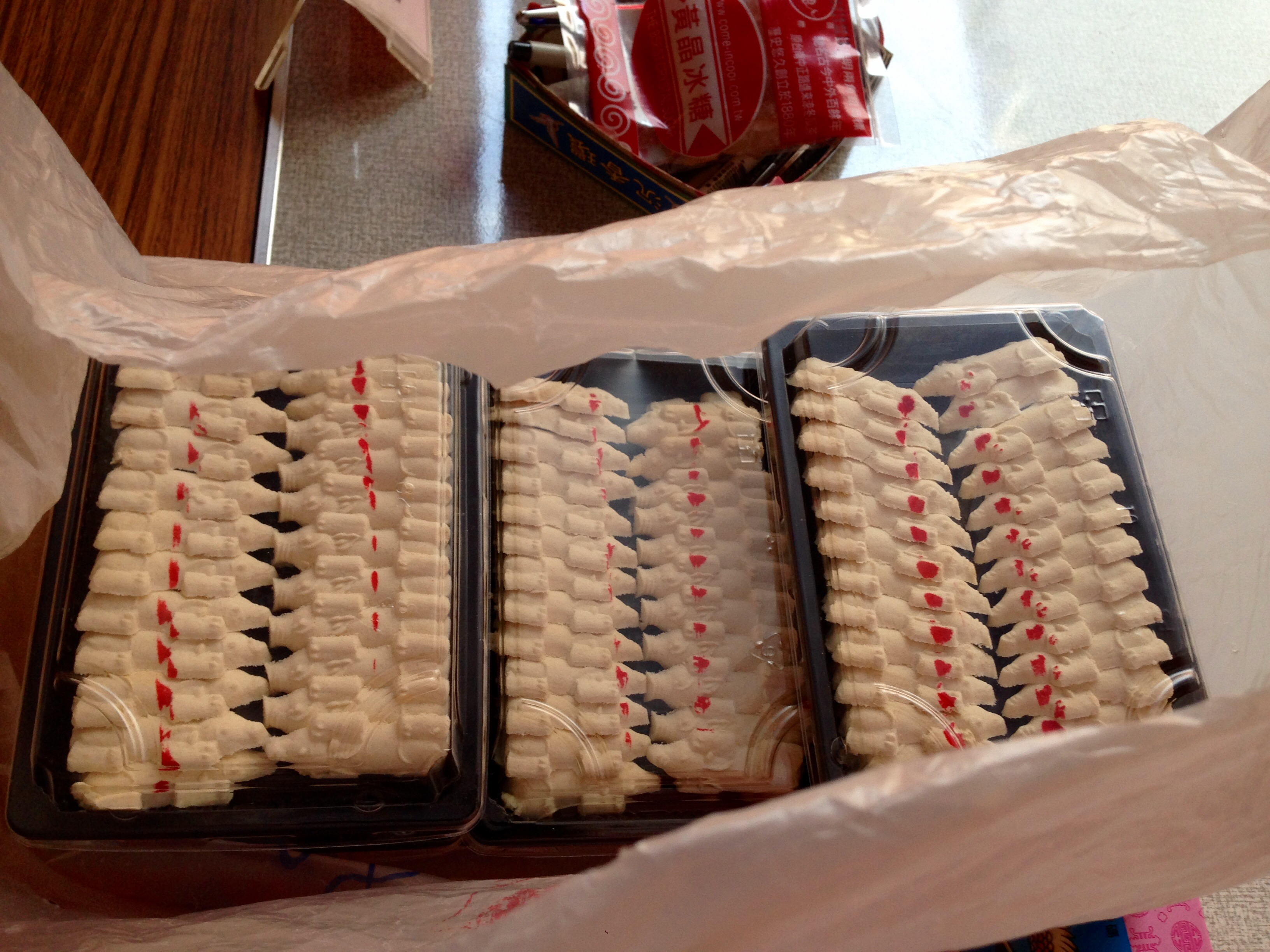
九豬十六羊

在內惟李氏祖厝也有此祭儀。善化慶安宮也供奉太陽星君，不過是在2015年報導時已以一般祭品代替。
三官堂廟中還供奉周公與桃花女，相傳夫妻床笫不和，祈求可以求家庭和樂。當地人為性事會私下到此廟拜被當為性愛之神的桃花女。但學者發現日治時期的《台南市寺廟台帳》有記載供奉太陽公、月娘媽等，卻無提到周公與桃花女，認為是受道光年間《桃花女陰陽鬥異傳奇》小說、京戲等影響才有。